# Tevragh Zeina-moskee
Tevragh Zeina-moskee is een moskee in de buitenwijk Tevragh-Zeina in Nouakchott, de hoofdstad van Mauritanië. Het ligt ten zuidoosten van het Stade Olympique, direct ten oosten van het ziekenhuis Clinique Chiva.